# アンガス族
アンガス族（アンガスぞく、Angas）は、ナイジェリアに住む、スーダン系部族。

## 居住地
ナイジェリアのグランディリ地区を流れるレレ川渓谷に住んでいる。

## 生活
経済は農業を主体とし、輪作農業を営む。雑穀類を主食とする。
塀、生垣をめぐらせた住居を設けて散在しているが、小集落を構成する場合もある。

## 宗教
首長たちは重要な祭儀的職務を帯び、また、昔の首長の生まれ変わりであるとみなされている。